# Madagaster franzi
Madagaster franzi (лат.) — вид жуков-водобродок рода Madagaster из подсемейства Hydraeninae. Назван в честь коллектора типовой серии H. Franz.

## Распространение
Встречаются на Мадагаскаре.

## Описание
Водобродки мелкого размера (около 2 мм), удлинённой формы. Вся спинная поверхность матовая, с очень мелкими, тесно расположенными гранулами, каждая с короткой лежачей щетинкой. Лабрум с V-образной апикомедианной выемкой, очень редко пунктирован и микроретикулирован. Передний край наличника не нависает над лабрумом. Лаброклипеальный шов умеренно глубокий. Короткая, глубокая борозда перед каждым глазком. Лоб с глубокой впадиной между оцеллиями. Нижнечелюстные щупики примерно такой же длины, как антенны, почти такой же длины, как передние голени, последний пальпомер самый широкий на середине длины, отчётливо сужается к заостренной вершине. Антенна с предпоследним члеником больше конечного. Задний край фасеточного глаза не окаймлен. По мелкому размеру тела и спинному габитусу очень похож на M. simplissima; для надежного определения потребуется тщательное изучение гениталий самца на микрослайдах. Эдеагус M. simplissima почти вдвое длиннее, чем эдеагус M. franzi; гонопорный каналец короче и лишь слегка изогнут у M. simplissima, тогда как у M. franzi он длиннее и синуален; каналец при боковом виде выходит из дорсальной части вершины основной части у M. franzi, но расположен более центрально на вершине у M. simplissima. У обоих видов парамерные волоски расположены как на латеральной, так и на медиальной поверхности, а не только на краях.

## Классификация
Вид был впервые описан в 1994 году под названием Gondraena franzi Jäch, 1994, а его валидный статус подтверждён в 2017 году американским энтомологом Philip Don Perkins (Department of Entomology, Museum of Comparative Zoology, Гарвардский университет, Кембридж, США) по типовым материалам с острова Мадагаскар. Включён в состав рода Madagaster (триба Madagastrini, подсемейство Hydraeninae или Prosthetopinae) вместе с видами M. simplissima, M. bergsteni, M. procarina, M. barbata, M. steineri и M. cataracta и M. quadricurvipes.